# Монтепаоне
Монтепаоне (італ. Montepaone, сиц. Montipauni) — муніципалітет в Італії, у регіоні Калабрія,  провінція Катандзаро.
Монтепаоне розташоване на відстані близько 490 км на південний схід від Рима, 23 км на південний захід від Катандзаро.
Населення — 5223 особи (2014).
Покровитель — San Felice Martire (Montepaone Centro) 
San Giovanni Battista (Montepaone Lido).

## Демографія
Населення за роками:

Станом на 1 січня 2023 року в муніципалітеті офіційно проживало 377 іноземців з 36 країн, серед них 91 громадянин країн Євросоюзу та 13 громадян України.

## Сусідні муніципалітети
- Чентраке
- Гасперина
- Монтауро
- Палерміті
- Петрицці
- Соверато